# Chionobora amila
 (septembre 2019).
Genre
Espèce
Chionobora amila, unique représentant du genre Chionobora, est une espèce de collemboles de la famille des Isotomidae.

## Distribution
Cette espèce est endémique de Tasmanie en Australie.

## Publication originale
- Greenslade & Potapov, 2015 : Biology, affinity and description of an unusual aquatic new genus and species of Isotomidae (Collembola) from high altitude lakes in Tasmania. European Journal of Entomology, vol. 112, no 2, p. 334-343.